# Louie Louie (Motörhead)
Louie Louie è il terzo singolo dei Motörhead pubblicato nel 1978 da Bronze Records in formato 7".

## Il disco
Louie Louie è un celebre brano scritto da Richard Berry nel 1957. La title track è apparsa in seguito solo nelle riedizioni di alcuni album dei Motörhead, come Overkill e The Best of Motörhead.
Il 25 ottobre 1978 la BBC ha diffuso nel programma televisivo Top of the Pops una pre-registrazione della canzone eseguita dalla band, successivamente è stata aggiunta all'album dal vivo del 2005 BBC Live & In-Session.
Lato B del singolo è il brano Tear Ya Down.
La fotografia di copertina è opera di Motorcycle Irene.

## Tracce
1. Louie Louie (Richard Berry)
2. Tear Ya Down (Clarke, Kilmister, Taylor)

## Formazione
- Lemmy Kilmister: basso, voce
- "Fast" Eddie Clarke: chitarra
- Phil "Philty Animal" Taylor: batteria